# Sorgues (Fluss)
Die Sorgues ist ein rechter Nebenfluss des Dourdou de Camarès im Einzugsgebiet des Tarn in der Region Okzitanien im Süden von Frankreich.

## Flusslauf
Die Sorgues verläuft im Département Aveyron. Sie entspringt im südlichen Gemeindegebiet von Cornus, entwässert generell Richtung West bis Nordwest durch den Regionalen Naturpark Grands Causses und mündet nach 46 Kilometern an der Gemeindegrenze von Saint-Affrique und Vabres-l’Abbaye in den Dourdou de Camarès.

## Orte am Fluss
(Reihenfolge in Fließrichtung)
- Sorgues, Gemeinde Cornus
- Fondamente
- Saint-Félix-de-Sorgues
- Saint-Affrique

## Sehenswürdigkeiten
- Steinbrücke aus dem Anfang des 18. Jahrhunderts über den Fluss beim Ort Saint-Maurice-de-Sorgues (Monument historique)[4]
- Château de Latour, mittelalterliches Schloss am Ufer des Flusses im Gemeindegebiet von Marnhagues-et-Latour
- Steinbrücke aus dem 13. Jahrhundert über den Fluss in Saint-Affrique (Monument historique)[5]